# Korowiakowka
Korowiakowka (ros. Коровяковка) – wieś (ros. село, trb. sieło) w zachodniej Rosji, centrum administracyjne sielsowietu korowiakowskiego w rejonie głuszkowskim obwodu kurskiego.

## Geografia
Miejscowość położona jest nad rzeką Wiedźma (dopływ Sejmu), 18 km od centrum administracyjnego rejonu (Głuszkowo), 134 km od Kurska.
W granicach miejscowości znajdują się ulice: Lenina, Pierwomajskaja, Podlesnaja, Oktiabrskaja, Zariecznaja, Zielonaja, Nabierieżnaja, Tiotkinskaja.

## Demografia
W 2010 r. miejscowość zamieszkiwały 522 osoby.

## Urodzeni we wsi
- Siergiej Kuźmicz Buniaczenko (ur. 1902) – pułkownik Armii Czerwonej, skazany na śmierć za kolaborację z hitlerowcami.